# モーガントン (ノースカロライナ州)
モーガントン（英: Morganton）は、アメリカ合衆国ノースカロライナ州の西部バーク郡の都市であり、同郡の郡庁所在地でもある。2010年国勢調査での人口は16,918 人だった。
モーガントンは地元ではユニフォーと呼ばれるヒッコリー・レノア・モーガントン大都市圏の主要都市の1つである。市の北5マイル (8 km) にミシシッピ文化のジョアラと呼ばれる首長国が1400年から1600年にこの地域を占有していたとされてきた。そこは1567年にスペインの遠征隊がサンフアン砦を建設した場所でもあり、バージニアのジェームズタウンにイングランド人が開拓地を築いたその40年も前のことであり、北アメリカ内陸部では初のヨーロッパ人による開拓地とされている。

## 歴史

### ジョアラ考古学遺跡
現在のアメリカ合衆国で最古として知られるヨーロッパ人の内陸開拓地、すなわちサンフアン砦はジョアラにあったとされ、そこは現在のモーガントンからは北に約5マイル (8 km) にあったミシシッピ文明の首長国があった場所とされる。1567年、スペインの遠征隊がメキシコの銀鉱山に至る内陸の道を求めていたときに、そこに砦を築いた（彼らは地理に関して正確な知識を得ていなかった）。北アメリカでは最初の恒久的な開拓地となるバージニアのジェームズタウンにイングランド人が入植した時よりも、40年以上前のことだった。
スペイン遠征隊は砦に31人を守備兵として残していたが、18か月後にミシシッピ文明人の攻撃に敗れた。同じ頃にスペインが内陸の広大な地域に建設していた5つの砦も破壊された。兵士のうち1人のみが生き残った。その砦とインディアンの開拓地は21世紀初期から専門家による発掘を受けており、2004年から所見が出版されてきた。イギリス植民地と関わったヨーロッパ人が、ここほど遥か西に離れた地まで入ろうとしたのは、砦が破壊されてから200年以上経った1777年、バーク郡を組織化したときだった。
今日のジョアラは、カトーバ・バレー上流のウォーターシー川に近い考古学的にも歴史的にも重要な遺跡となっている。そこにあるマウンドの建設は西暦1000年までにミシシッピ文明人が始めていたと考えられている。彼らは1400年から1600年まで連続的にこの地を占有してきた。「ベリーサイト」で進められた考古学発掘では、ヨーロッパのやり方で建設された防御用堀の名残が出てきており、それに基づき2013年の研究者はそこがサンフアン砦とジョアラのあった場所だと結論付けた。この地域で過去に発見された証拠には、「軍事的人工物とスペイン人が建てた小屋の焼け跡」があった。

### 植民地時代から19世紀
ノースカロライナ州聾学校本館や西ノースカロライナ州精神病院といった公共の福祉施設が、19世紀の南北戦争後に初めて州議会から承認された。

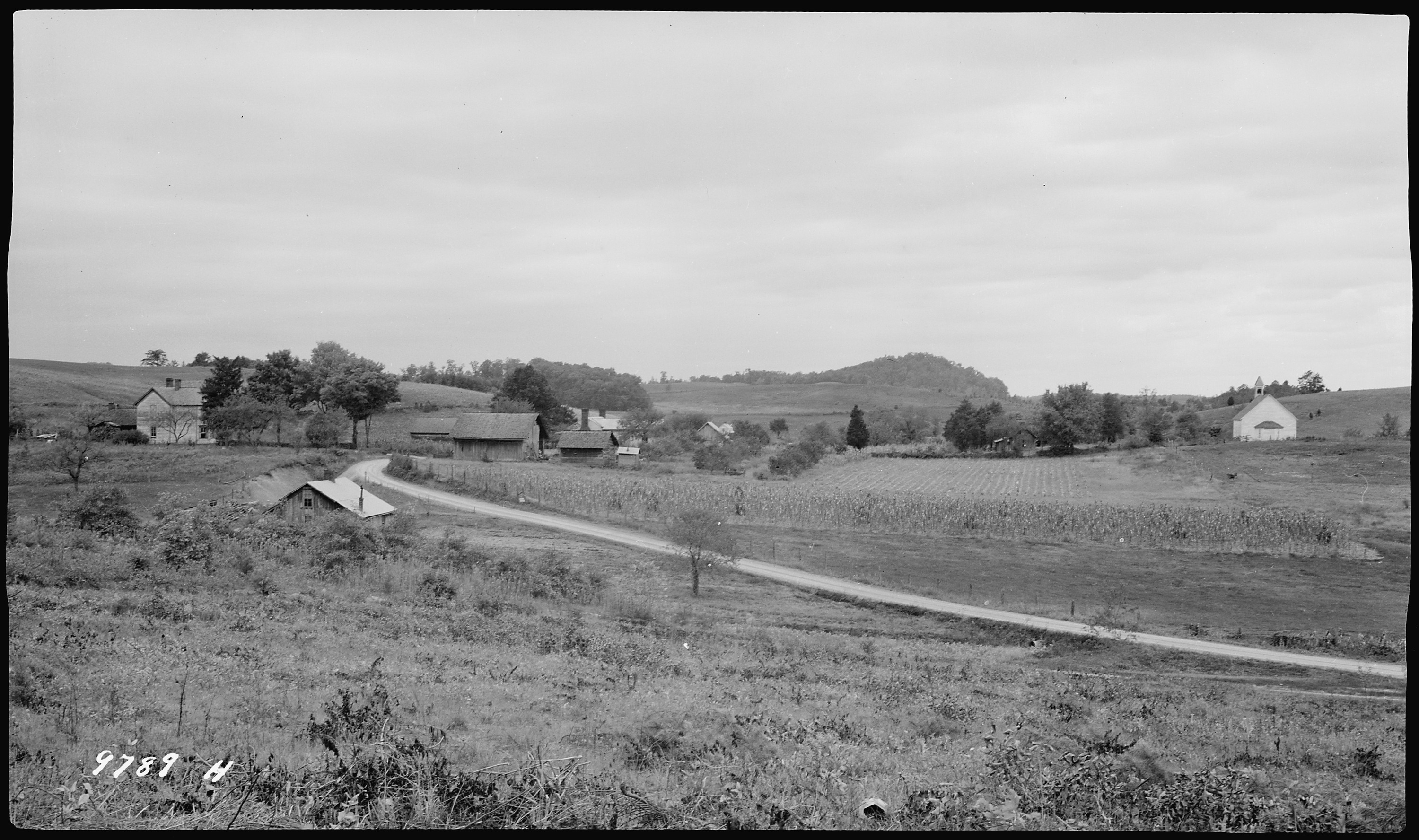
モーガントンの村（1939年）

### 20世紀から現在
20世紀初期、アメリカ合衆国北東部の北軍が支配した地域が残した産業として、ピードモント地域に繊維工業が発展した。しかし、20世紀を通じてこの産業の仕事も次第に海外に移されていった。
20世紀後半、モーガントンとバーク郡は、ほとんど田園部であり、大規模な養鶏農場があったが、商業生産を行える鶏肉加工工場ができた。この仕事で地域に中央アメリカからの多くの新移民を引き寄せ、ラテン系人口が増加した。1990年代、モーガントンのグアテマラ生まれの労働者がケースファーム鶏肉工場で労働組合を組織するために動いたが、結局成功しなかった。労働者と工場労働は「新」南部で変化し、多くのラテン系移民が低賃金で働くことになった。産業によっては地球規模での競合となった。ノースカロライナ州は移民社会とその貢献を奨励するために動いている。

#### シンスロン工場の爆発
2006年1月31日、モーガントンにある塗料添加物化学品メーカーのシンスロン Inc. の工場で爆発が起こった。この爆発が起こる数分前にシンスロンの労働者は大きなシューシュー音を聞いていたとされる。多くの労働者は爆発が起きるまえに工場の建物から逃げ出すことができたが、外に出た者ですら20フィート (6 m) も飛ばされた。この爆発は50マイル (80 km) 離れた地点でも聞こえ、振動が感じられた。
爆発の当日、操業は通常通りだったが、蒸気が止まり、ポリマー起爆溶液が反応容器にポンプで送り込まれた。当直オペレーターは当初予測されていたように反応が活発に進まないことに気付いたが、その後溶剤が蒸発し、反応容器に戻る濃縮された溶剤は通常の範囲にあると見えた。その数分後、オペレータは大きなシューシュー音を聞いて、リアクターのマンホールから蒸気が噴出するのが見えた。その刺激性の蒸気のためにオペレーターは建物の外に出るしかなかった。その蒸気故に他に3人の従業員も建物から出た。オペレーターは保護マスクを着用して再度建物に入り緊急冷却水を反応容器に送り始めた。そのオペレーターが2度目に建物を出てから30秒も経たないうちに、建物が爆発した。アメリカ合衆国化学品安全委員会は、溶剤の蒸気が過熱され過圧となった反応容器から漏れ、建物の中に可燃性の蒸気の雲を形成し、それが発火したと述べた。
この爆発で合計14人が負傷し、そのうち1人が後に死んだ。さらにシンスロンの工場の背後にあるクリークに漏れ出た化学品のために少なくとも300匹の魚が死んだ。そのクリークはカトーバ川に流れている。

### アメリカ合衆国国家歴史登録財
主に19世紀後半から20世紀初期の建設とされ、その歴史的重要性を認識されている建築がある。州立聾学校など公共の施設、多くの私宅と以前は事業用の施設、さらには幾つかの歴史地区がある。まず小作農、さらに後にはプランテーションを経営した綿花農夫によって地域で開発され、それが綿糸や繊維の工場、さらに他の業種に発展していったものである。
市内のアメリカ合衆国国家歴史登録財としては、次のものがある。
| - アベリー・アベニュー歴史地区 - アベリー・アベニュー学校 - アルフォンス・カルフーン・アベリー邸 - ベルビュー（プランテーションハウス） - ブロートン病院歴史地区 - バーク郡庁舎 - クリークサイド（ハウス） - U・S・B・デールの市場 - デュナバント綿糸製造会社 - ゲイサー邸 - ガルー・モーガントン・フルファッション靴下工場 | - ガストン礼拝堂 - ハンティング・クリーク鉄道橋 - ジョーンズボロ歴史地区 - ジョン・アレクサンダー・ラッキー邸 - マグノリア・プレース（ハウス） - モーガントン中心街歴史地区 - マウンテンビュー（プランテーションハウス） - ノースカロライナ州聾学校歴史地区 - ノースカロライナ州聾学校本館 - 北グリーン通り・ブッシェル通り歴史地区 | - クエーカー・メドウズ（プランテーションハウス） - クエーカー・メドウズ墓地 - ジョセフ・ベネット・リドル博士邸 - 南キング通り歴史地区 - スワンポンズ（ハウス） - テイト邸 - フランクリン・ピアース・テイト邸 - 西ユニオン通り歴史地区 - 西ノースカロライナ州精神病院 - ホワイト通り・バルディーズ・アベニュー歴史地区 |

## 地理
モーガントンはバーク郡の中心にあり、座標は北緯35度44分33秒 西経81度41分32秒 / 北緯35.74250度 西経81.69222度 (35.742585, -81.692360)である。カトーバ川バレーに位置し、アパラチア山脈の麓にある。州間高速道路40号線が市の南部を通っており、東に19マイル (31 km) でヒッコリー、西に54マイル (87 km) でアシュビルに至る。アメリカ国道70号線が州間高速道路40号線に並行して東西方向に市の中心を抜けており、同64号線は南北方向で北東15マイル (24 km) でレノアに、南西32マイル (51 km) でラザフォードトン町に至る。
アメリカ合衆国国勢調査局に拠れば、市域全面積は19.2平方マイル (49.6 km2)であり、全て陸地である。

## 人口動態
以下は2010年国勢調査による人口統計データである。
| 基礎データ - 人口: 16,918 人 - 世帯数: 7,618 世帯 - 家族数: 4,117 家族 - 人口密度: 368.0人/km2（953.0 人/mi2） - 住居数: 7,313 軒 - 住居密度: 155.5軒/km2（402.6 軒/mi2） 人種別人口構成 - 白人: 75.67% - アフリカン・アメリカン: 12.76% - ネイティブ・アメリカン: 0.55% - アジア人: 1.99% - 太平洋諸島系: 0.81% - その他の人種: 6.64% - 混血: 1.58% - ヒスパニック・ラテン系: 11.16% 年齢別人口構成 - 18歳未満: 21.1% - 18-24歳: 8.5% - 25-44歳: 29.3% - 45-64歳: 22.5% - 65歳以上: 18.2% - 年齢の中央値: 39歳 - 性比（女性100人あたり男性の人口） - 総人口: 95.2 - 18歳以上: 92.0 | 世帯と家族（対世帯数） - 18歳未満の子供がいる: 22.6% - 結婚・同居している夫婦: 43.1% - 未婚・離婚・死別女性が世帯主: 12.9% - 非家族世帯: 39.7% - 単身世帯: 34.5% - 65歳以上の老人1人暮らし: 14.4% - 平均構成人数 - 世帯: 2.31人 - 家族: 2.92人 収入と家計 - 収入の中央値 - 世帯: 29,836米ドル - 家族: 42,687米ドル - 性別 - 男性: 29,118米ドル - 女性: 24,723米ドル - 人口1人あたり収入: 20,906米ドル - 貧困線以下 - 対人口: 13.6% - 対家族数: 9.7% - 18歳未満: 17.0% - 65歳以上: 11.9% |

## 経済
ノースカロライナ州政府がモーガントンの大手雇用主である。市内にある州が運営する施設として、ブロートン病院（精神科病院）、ノースカロライナ州聾学校がある。その他大手雇用主としては、家具メーカーがあり、また近くのブルーリッジ山脈と言う観光地に州間高速道路40号線を使って旅する多くの観光客にむけた食事手配事業もある。

## メディア
ラジオ
- WCIS / 760kHz AM / 宗教
- WMNC / 1430kHz AM / カントリーミュージック
- WMNC / 92.1MHz FM / カントリーミュージック
- WHGW / 100.3MHz FM / 宗教

新聞
- 「モーガントン・ニューズ・ヘラルド」、日刊紙、発行部数12,000部

## 教育

### 高等教育機関
- ウェスタン・ピードモント・コミュニティカレッジ
- モントリート・カレッジ
- フットヒルズ高等教育センター、ウェスタン・ピードモント・コミュニティカレッジの継続学習部が使っており、またアパラチアン大学、リーズ・マクリー・カレッジ、ウェスタン・カロライナ大学が提供する特定コースの衛星キャンパスとなっている

### 公立学校
- フリーダム高校
- ロバート・ローガン・パットン高校
- テーブル・ロック中学校
- リバティ中学校
- ウォルター・R・ジョンソン中学校
- グレン・アルパイン小学校
- マウンテン・クレスト小学校
- チェスターフィールド小学校
- W・A・ヤング小学校
- バーック・オルタナティブスクール
- カレッジ・ストリート・アカデミー
- セイラム小学校
- フォレストヒル小学校
- オークヒル小学校
- バーク・ミドルカレッジ

### 私立学校
- タバナクル・クリスチャン学校
- 第一バプテスト・プレスクールとアフタースクール
- モーガントン・デイスクール[19]
- シルバークリーク・スダ学校

### チャータースクール
- ニューディメンジョンズ・チャータースクール

### 特殊教育
- モーガントン・クリスチャン・アカデミー
- ノースカロライナ州聾学校
- ノース・リバティ中学校

### その他の教育機関
- J・アイバーソン・リドル開発センター

## レクリエーション
モーガントンの郊外15マイル (24 km) にジェームズ湖があり、周りをブルーリッジ山脈が囲んでいる。モーガントンから車で1時間程度の範囲に多くのスキー場がある。

### ゴルフコース
- クエーカー・メドウズ・ゴルフコース
- ミモザヒルズ・ゴルフ・アンド・カントリークラブ
- シルバークリーク・プランテーション[23]

### 劇場
- ミモザ 7、マーキー・シネマズが運営する映画館[24]
- モーガントン市営公会堂、演劇やミュージカルの公演、卒業式など文化・公的行事を開催している[25][26]

## 公園
- クエーカー・メドウズ公園、モーガントン中心街に大変近く、野球場数面、ビーチバレーコート、などの施設がある

## 大衆文化の中で
フランスのSF作家ジュール・ヴェルヌの最後の小説『Master of the World』（1904年）では、モーガントンが舞台になっている。ヴェルヌが19世紀後半に見ていたモーガントンが描かれている。町は、人々が4つの方法（空中、水上、水中、陸上）で移動できる大きな機械を見る場所になっている。「グレート・エアリー」と呼ぶ山の上にその機械を最初に認めた。上が平たいと書かれている。地元住民の多くはそれがテーブルロックだと考えている。